# Teardrops (Womack & Womack)
Teardrops è un singolo del gruppo musicale statunitense Womack & Womack, pubblicato il 5 agosto 1988 come estratto dal quarto album in studio Conscience.

## Successo commerciale
Il brano ebbe successo in gran parte del mondo, soprattutto in Europa dove scalò le classifiche di diversi paesi europei.

## Video musicale
Il videoclip mostra il gruppo suonare e cantare in una sala di registrazione.

## Cover
Molti artisti internazionali hanno realizzato varie cover del brano tra cui i Lovestation nel 1998, le No Angels nel 2007 e Kate Alexa con Baby Bash nel 2008.

### Versione dei Lovestation
È stata realizzata una cover del brano il 31 luglio 1998 dal gruppo musicale britannico Lovestation che ha realizzato una riedizione anche nel 2000.